# Chinesischer Beobachtungsballon über Nordamerika 2023

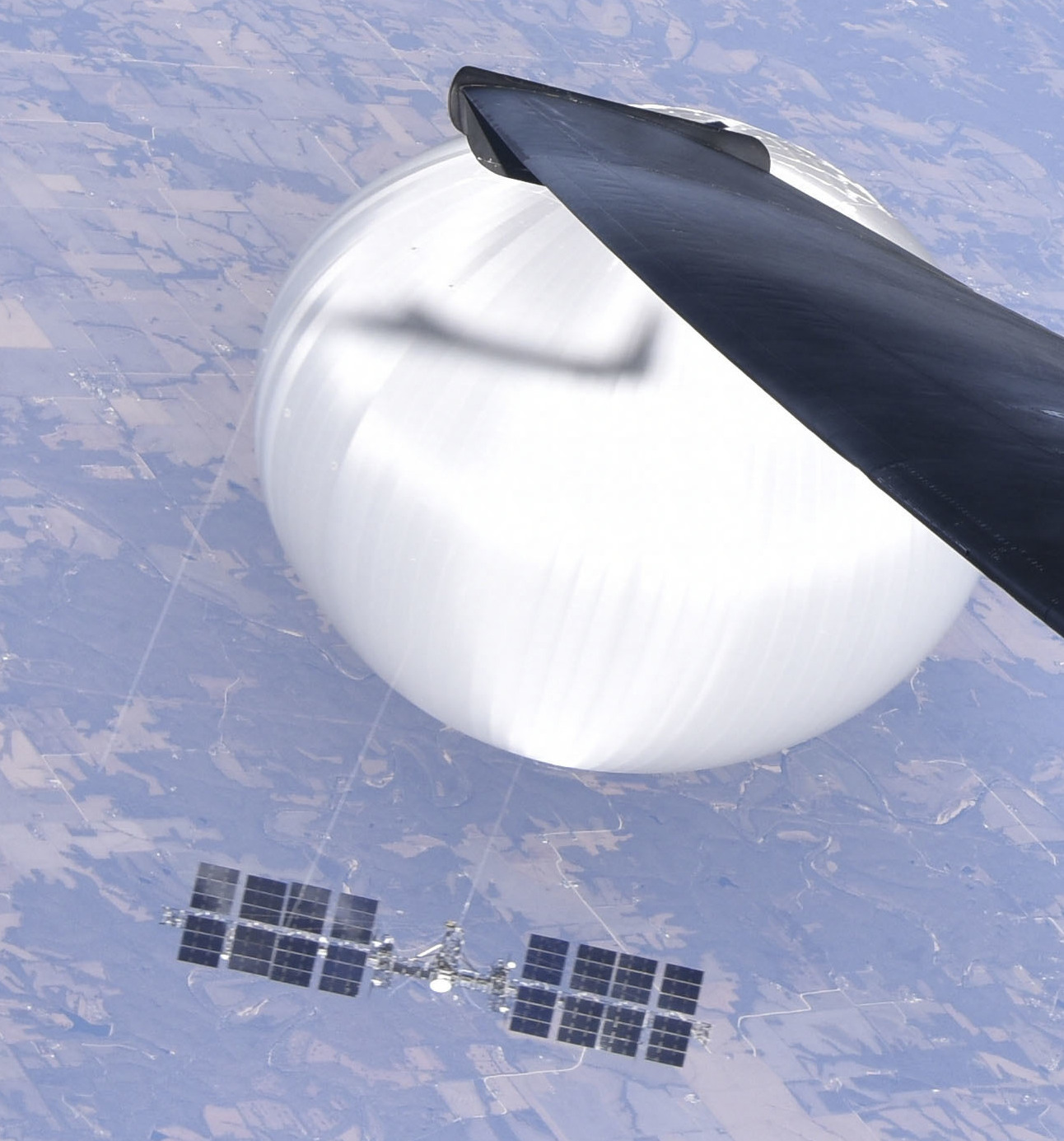
Nahaufnahme des Ballons am 2. Februar 2023 aus dem Cockpit eines Aufklärungsflugzeugs U-2

Vermutete Route des Ballons

Ein chinesischer Beobachtungsballon, der sich im Februar 2023 im nordamerikanischen Luftraum bewegte, löste diplomatische Spannungen zwischen den Vereinigten Staaten und der Volksrepublik China aus. Der Ballon wurde am 4. Februar 2023 mit einem Jagdflugzeug der United States Air Force vor der Ostküste der USA abgeschossen.
US-Präsident Joe Biden sagte, der Ballon habe das Äquivalent von „zwei vollen Eisenbahnwaggons mit Spionageausrüstung“ an Bord gehabt.  Der Ballon wurde durch einen Propeller angetrieben.

## Hergang

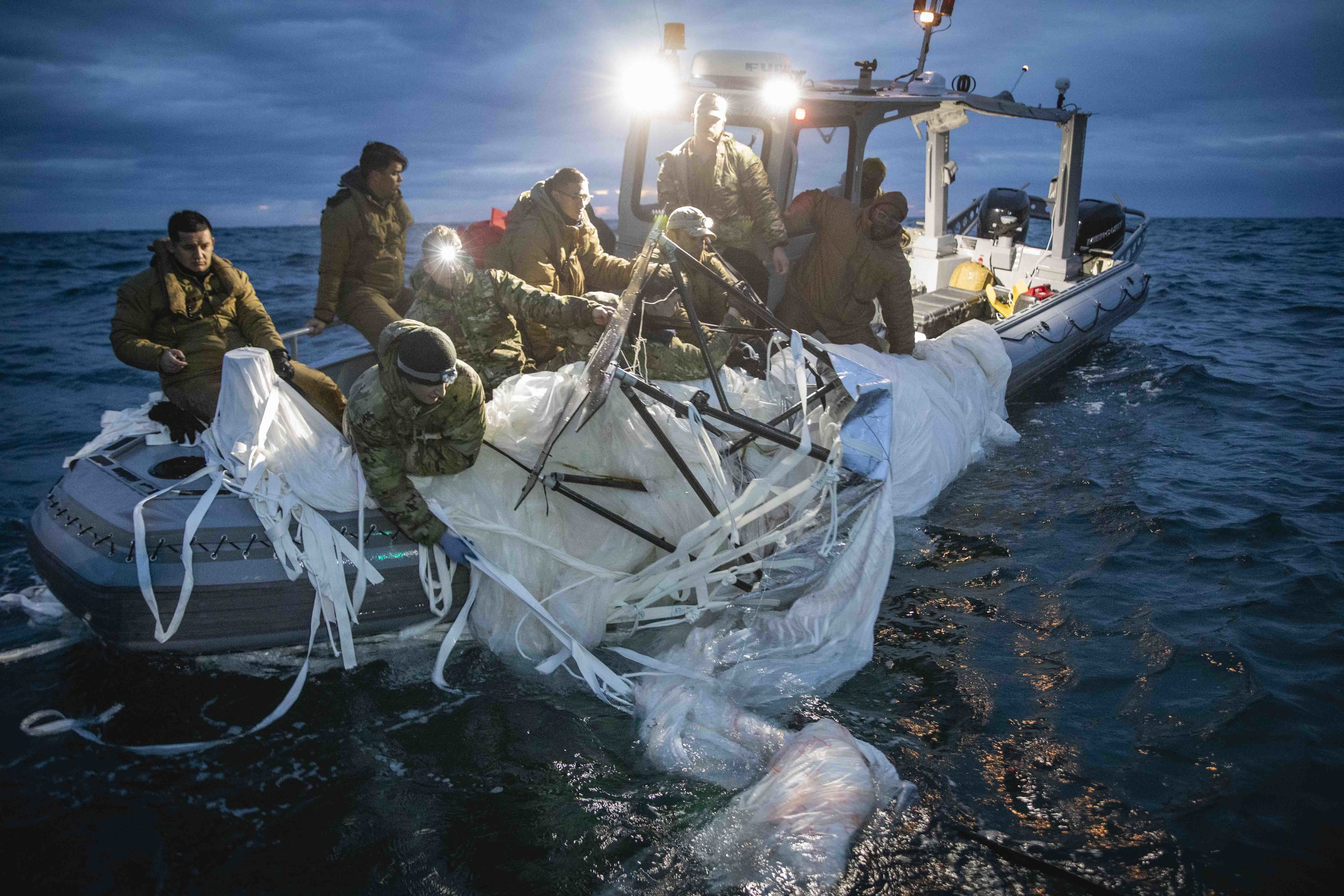
US-Soldaten bei Bergung von Teilen des Ballons

Größenvergleich des Ballons

### Route und Abschuss des Ballons
Am 1. Februar 2023 tauchten in den sozialen Medien Bilder und Videos eines großen ballonartigen Objekts auf, das am Himmel über dem Bundesstaat Montana beobachtet worden war. Am Folgetag erklärten US-Behörden, dass das US-Militär schon seit einigen Tagen einen mutmaßlichen Spionageballon chinesischen Ursprungs beobachtet habe, der in großer Höhe den Norden der Vereinigten Staaten überfliege; zuvor hatte er die Aleuten und Kanada überquert. Montana wurde nahe der Malmstrom Air Force Base passiert, und am 1. Februar 2023 war der Ballon vielfach über der Großstadt Billings beobachtet worden. Verschiedene Politiker, so der Gouverneur Montanas Greg Gianforte, forderten Präsident Joe Biden auf, die Luftwaffe einzusetzen, um den Ballon abschießen zu lassen. Dies geschah jedoch nicht, aus Sorge vor herabfallenden Trümmern.
Erst als der Ballon die Ostküste erreicht hatte, wurde er am 4. Februar 2023 um 21:39 Uhr mitteleuropäischer Zeit von einer F-22 der 149. Fighter Squadron von der Langley Air Force Base mit einer Rakete vom Typ AIM-9 Sidewinder abgeschossen. Trümmerteile stürzten verteilt über eine Strecke von elf Kilometern Länge nahe Myrtle Beach in South Carolina in den Atlantik. Schiffe der US Navy begaben sich zur Absturzregion, um nach Trümmern in etwa 14 Metern Tiefe zu suchen: der Zerstörer Oscar Austin, der Kreuzer Philippine Sea, das Docklandungsschiff Carter Hall, Fahrzeuge der United States Coast Guard sowie das Vermessungsschiff Pathfinder. Präsident Biden erklärte, dass er bereits am 1. Februar angeordnet habe, den Ballon erst abzuschießen, sobald er sich nicht mehr über dem Festland, aber noch über US-Gewässern befinde, um Gefahren durch herabfallende Teile zu vermeiden. Direkt nach dem Abschuss versuchte der amerikanische Verteidigungsminister Lloyd Austin den chinesischen Verteidigungsminister Wei Fenghe auf einer sicheren Leitung zu sprechen. China blockte den Versuch ab. Drei Tage nach dem Abschuss veröffentlichte das US-amerikanische Militär die geschätzten Maße des Ballons; der Ballon sei rund 61 Meter hoch gewesen und habe vermutlich mehrere tausend Pfund gewogen.
Der Ballon befand sich in der Stratosphäre in etwa 18 Kilometern Höhe, wo er kein Sicherheitsrisiko für Verkehrsflugzeuge darstellte, weil sie eine Flughöhe von 15.500 Metern nicht überschreiten. Das atmosphärische Modellierungssystem Hybrid Single-Particle Lagrangian Integrated Trajectory model (HYSPLIT) wurde verwendet, um den wahrscheinlichen Kurs des Ballons zurückzuverfolgen.
Das US-Militär setzte Höhenaufklärer des Typs U-2S Dragon Lady zur Überwachung des Ballons ein. Bei Vorbeiflügen zeigte sich, dass der Ballon nachrichtendienstliche Signale auffangen konnte. Die U-2 darf über dem Gebiet der USA normalerweise keine Aufklärungsflüge durchführen, bekam aber für diese Mission eine Erlaubnis. Der Ballonhersteller hat laut US-Behörden eine direkte Beziehung zur chinesischen Volksbefreiungsarmee.
Ende Juni 2023 erklärte der Pentagon-Sprecher Pat Ryder, dass der Ballon beim Überfliegen der Vereinigten Staaten keine Geheimdienstdaten sammeln konnte. Das US-Militär hätte die Möglichkeiten des Ballons zur Sammlung von Informationen begrenzt.

### Abschuss weiterer Flugobjekte
Am 10. Februar 2023 wurde auf Befehl Präsident Bidens ein Flugobjekt über Gewässern Alaskas von einer F-22 der Elmendorf Air Force Base mit einer AIM-9X-Sidewinder-Rakete abgeschossen. Es hatte etwa die Größe eines Kleinwagens und flog in einer Höhe von etwa 12.000 m. Die Herkunft war zum Zeitpunkt des Abschusses unbekannt.
Am 11. Februar 2023 ließ Premier Justin Trudeau über dem Nordwesten Kanadas ein weiteres Objekt unbekannter Herkunft mit der Begründung abschießen, es habe den Luftraum des Landes verletzt. An dem Abschuss des zylindrischen Objekts in 12.000 m Höhe über Yukon waren kanadische und US-Kampfflugzeuge beteiligt. Nach Presseberichten handelte es sich um einen experimentellen Ballon von US-amerikanischen Funkamateuren.
Über dem Huronsee im Grenzgebiet zu Kanada waren am 12. Februar 2023 Piloten der Luftwaffe und der Nationalgarde im Einsatz, um ein unbekanntes Flugobjekt abzuschießen, das nicht als militärische Bedrohung eingestuft war. Präsident Biden hatte den Abschuss als Vorsichtsmaßnahme angeordnet.
Am 15. Februar erklärte Biden, dass die drei Flugobjekte, die am 10. Februar und später abgeschossen worden waren, keine chinesische Überwachungsobjekte gewesen seien. Die Objekte seien wohl zu Forschungszwecken genutzt worden, vermutlich im Zusammenhang mit Privatunternehmen.

### Frühere Ballons und Objekte
Noch vor dem Abschuss hatte Kolumbien die Öffentlichkeit über einen weiteren Ballon informiert, der in seinen Luftraum eingedrungen sei. Über dessen Sichtung in Lateinamerika hatte die US-Regierung bereits am 3. Februar 2023 informiert. China räumte ein, dass auch der Ballon über Lateinamerika aus der Volksrepublik stammt, und entschuldigte sich bei Costa Rica dafür. China erklärte, dass die beabsichtigte Flugroute eine andere gewesen, der Ballon aber vom ursprünglichen Kurs abgewichen sei und dieser für wissenschaftliche Forschungen, vor allem Wetterstudien, eingesetzt wurde.
Laut Vertretern des US-Verteidigungsministeriums sollen bereits in der Amtszeit von Präsident Donald Trump drei chinesische Ballons unentdeckt in den US-Luftraum bei Florida und Texas eingedrungen sein. Der Oberkommandierende des North American Aerospace Defense Command (NORAD), General Glen D. VanHerck, räumte in einer Stellungnahme am 6. Februar 2023 ein, dass es in der Vergangenheit Lücken in der Luftraumüberwachung („a domain awareness gap“) gegeben habe. Seit dem Jahr 2021 gab es vermehrte Anstrengungen der US-Geheimdienste, unerklärten Ereignissen oder Beobachtungen in der Nähe von US-Militärbasen auf den Grund zu gehen. Viele der unerklärten Ereignisse aus der Vergangenheit wurden dabei geklärt, und mehrere zuvor als „unidentifizierte Luftraumphänomene“ (unidentified aerial phenomena) klassifizierte Beobachtungen wurden nachträglich als mutmaßliche chinesische Spionageballons identifiziert.
Unter Berufung auf Geheimdienstkreise berichtete die Washington Post, China setze solche Ballons seit Jahren ein. Sie seien Teil eines Überwachungssystems, mit dem Informationen über militärische Einrichtungen in Ländern und Gebieten von strategischem Interesse Chinas gesammelt würden. Gesichtet wurden solche Ballons, die teilweise von der Insel Hainan aus operierten, demnach über fünf Kontinenten, in Asien beispielsweise über Japan, Indien, Vietnam, Taiwan und über den Philippinen. Die US-Regierung kündigte an, die Regierungen befreundeter oder verbündeter Staaten detailliert über die mutmaßlichen chinesischen Spionageballon-Aktivitäten zu informieren.

## Reaktionen
US-Außenminister Antony Blinken verschob wegen des Ballons eine geplante Reise nach China. Chinas Außenministerium widersprach dem Spionagevorwurf und bezeichnete den Ballon als ziviles „Luftschiff“ für überwiegend meteorologische Forschungszwecke. Dieses sei infolge „höherer Gewalt“, genauer wegen Wind, von seinem vorgesehenen Kurs abgekommen.
Direkt nach dem Abschuss des Ballons fragten die USA nach ihren Angaben in China für Verteidigungsminister Lloyd Austin ein Telefonat über eine sichere Leitung mit seinem chinesischen Kollegen Wei Fenghe an. Den Antrag habe die Volksrepublik abgelehnt.
Einige Stunden nach dem Abschuss erklärte die chinesische Regierung ihre „starke Unzufriedenheit“ über die „offensichtliche Überreaktion“. Man habe wiederholt über die „zivilen Zwecke“ informiert und dass das Eindringen in den US-Luftraum „völlig zufällig“ gewesen sei. „China verlangt von den USA unmissverständlich, dass sie ruhig, professionell und zurückhaltend damit umgehen.“ Chinas Außenministerium bestellte als Zeichen des Protests den Geschäftsträger der US-Botschaft in Peking ein. Am 6. Februar erklärte das Außenministerium in Peking, der Abschuss habe die Beziehungen „ernsthaft beeinträchtigt und beschädigt“.
Am 9. Februar 2023 begannen vor dem Kongress Anhörungen von Militär- und Geheimdienstexperten sowie Vertretern des Außenministeriums. Am selben Tag verabschiedete das Repräsentantenhaus mit 429 zu 0 Stimmen eine Erklärung, in der der Ballon als eine „dreiste Verletzung der Souveränität der Vereinigten Staaten“ verurteilt wurde. Telekommunikationsexperten erklärten, dass die Antennen des Ballons für einen nachrichtendienstlichen und nicht für einen wissenschaftlichen Zweck sprächen. Der Ballon habe möglicherweise Daten gesammelt und an chinesische Satelliten weitergeleitet.